# Torpedo Nischni Nowgorod
Torpedo Nischni Nowgorod (russisch Торпедо Нижний Новгород) ist ein russischer Eishockeyklub aus Nischni Nowgorod, Russland. Er wurde am 1947 als Torpedo Gorki gegründet und gehörte über viele Jahre der höchsten Spielklasse der Sowjetunion an. Die Heimspiele des Klubs wurden im Konowalenko-Sportpalast ausgetragen, der nach Wiktor Konowalenko, einem der bekanntesten russischen Torhüter, benannt ist. Seit 2007 ist der KRK Nagorny die Heimspielstätte Torpedos.

## Geschichte
Seit der Gründung von Torpedo Gorki spielte die erste Mannschaft des Vereins in der sowjetischen Liga und konnte 1961 die Vizemeisterschaft erreichen. Im Zuge des Zusammenbruchs der Sowjetunion wurde Gorki wieder in Nischni Nowgorod umbenannt. Folgerichtig änderte auch der Eishockeyklub seinen Namen in Torpedo Nischni Nowgorod. Bis 1996 hielt sich der Verein in der internationalen Meisterschaft der GUS-Staaten, bevor Torpedo eine sogenannte Fahrstuhl-Mannschaft wurde, die nach jeder Spielzeit auf- bzw. abstieg. Zwischen 1999 und 2002 konnte sich der Verein nochmals in der Superliga etablieren. Sowohl 2003 als auch 2007 erreichte die Mannschaft von Torpedo den Gewinn der Meisterschaft der Wysschaja Liga. Seit 2008 nimmt der Verein an der Kontinentalen Hockey-Liga teil.

## Erfolge
- 1961 Sowjetischer Vizemeister
- 1961 Sowjetischer Pokalfinalist
- 1972 2. Platz beim Spengler Cup
- 2003 Meister der Wysschaja Liga
- 2007 Meister der Wysschaja Liga

## Ehemalige bekannte Spieler

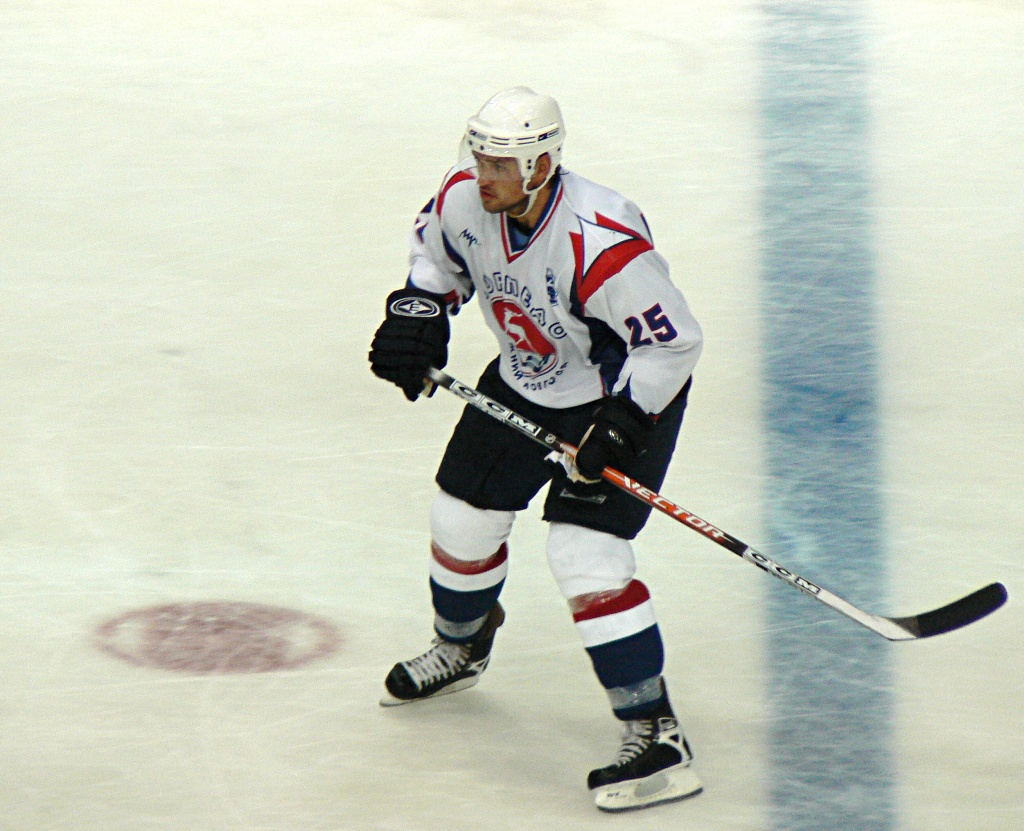
Juri Buzajew im Trikot von Torpedo

- Wiktor Konowalenko
- Michail Warnakow
- Wladimir Kowin
- Alexander Skworzow
- Juri Fjodorow
- Andrei Konowalenko
- Mika Noronen
- Pavel Brendl
- Andrej Kaszizyn
- Sjarhej Kaszizyn

## Trainer seit 1946
- 1946–1952: Gennadi Salakow
- 1952–1953: Liweri Noskow
- 1953–1954: N. Maslow, N. Mamulaschwili, M. Zedilin
- 1954–1955: Boris Sokolow
- 1955–1963: Dmitri Boginow
- 1963–1965: Alexander Prilenski
- 1965–1971: Witali Kostarew
- 1971–1975: Alexander Prilenski
- 1975–1976: Waleri Schilow
- 1977–1979: Igir Tschistowski
- 1980–1982: Nikolai Karpow
- 1982–1986: Juri Morosow
- 1986–1988: Waleri Kormakow
- 1987–1989: Igor Tschistowski
- 1989–1994: Waleri Schaposchinkow
- 1994–1997: Michail Warnakow
- 1997–1998: Waleri Schaposchinkow
- 1998–2000: Alexander Frolow
- 2000–2002: Juri Fjodorow
- 2001–2002: Igor Awerkin
- 2002–2004: Gennadi Zygurow
- 2003–2004: Igor Awerkin
- 2004–2005: Michail Warnakow
- 2005–2006: Anatoli Bogdanow
- 2006–2007: Wladimir Jursinow
- 2007–2008: Pjotr Worobjow
- 2008–2009: Jewgeni Popochin
- 2009: Sergei Michaljow
- 2009–2010: Jewgeni Popochin
- 2010–2011: Wladimir Golubowitsch
- 2011–2012: Kari Jalonen[1]
- 2012–2013: Wjatscheslaw Rjanow
- 2013–2018: Pēteris Skudra
- seit 2018: David Nemirovsky